# Borja Huidobro
Borja Huidobro, eigentlich Francisco de Borja Germán García-Huidobro Severín, (* 10. Oktober 1936 in Santiago de Chile) ist ein chilenischer Architekt und Stadtplaner sowie Maler.

## Leben

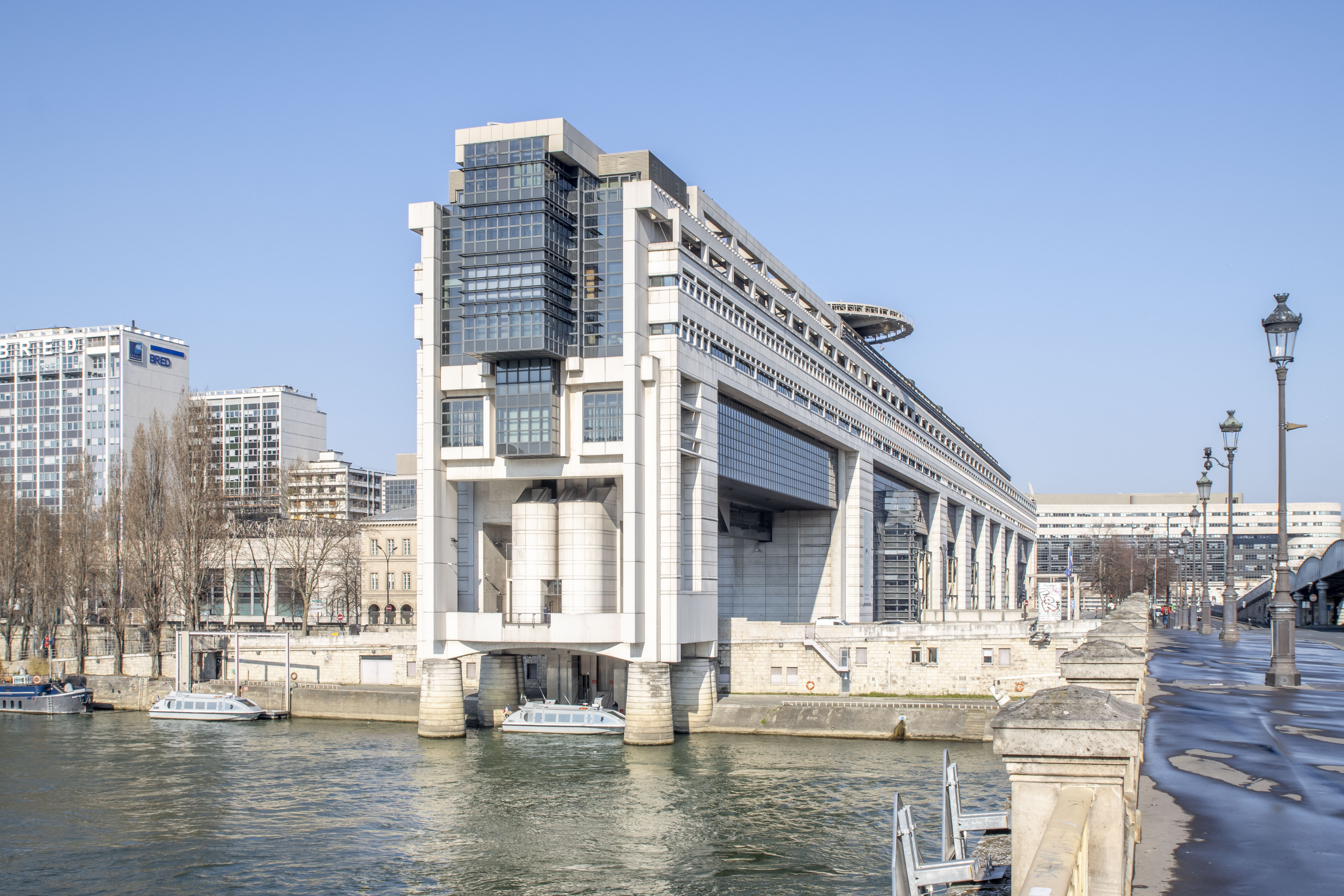
Ministère de l'Économie et des Finances Paris

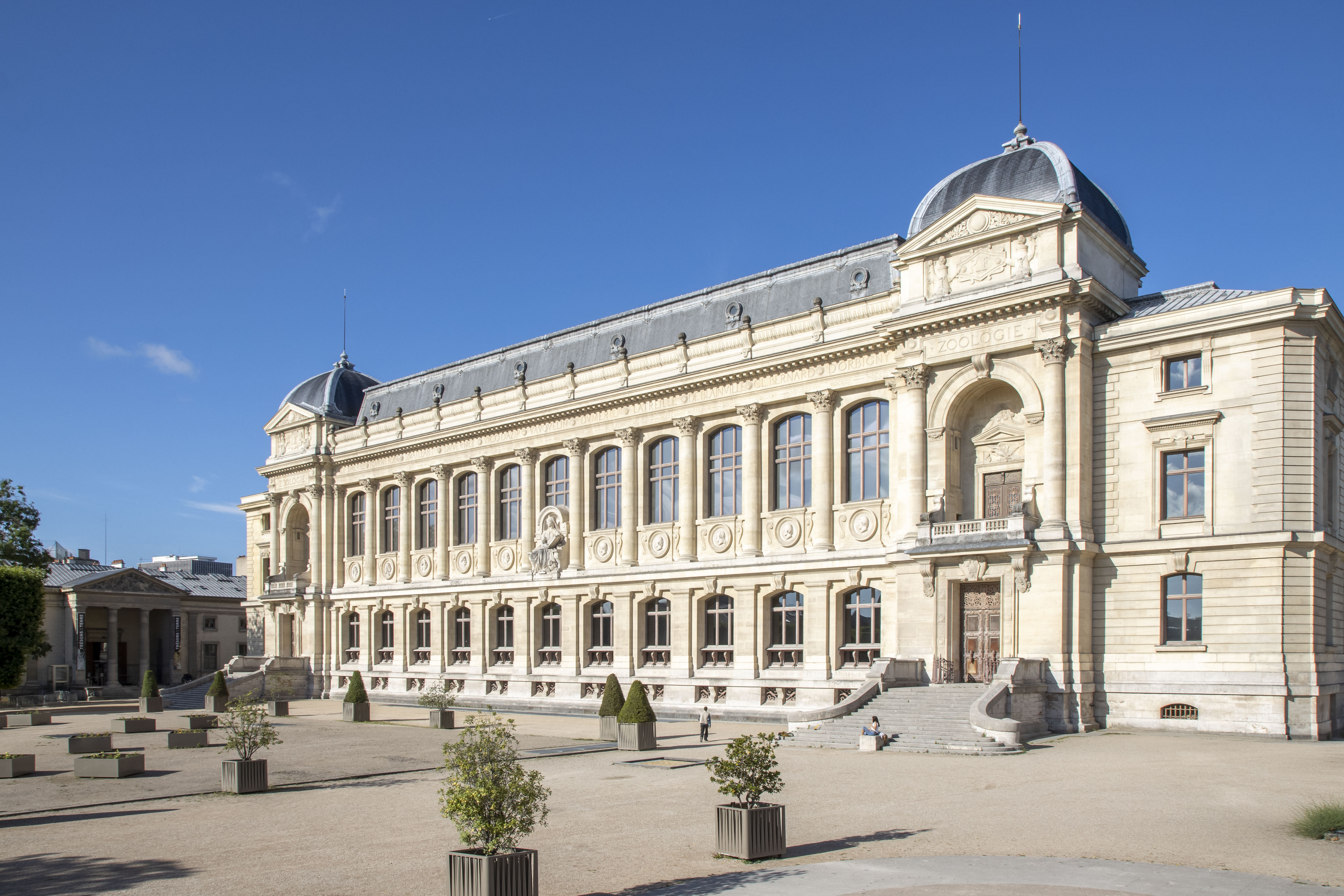
La Grande galerie de l'Évolution à Paris

Borja Huidobro studierte von 1954 bis 1959 Architektur an der Escuela de Arquitectura der Universidad Católica, der heutigen Pontificia Universidad Católica de Chile in den Studios von Sergio Larraín García-Moreno, Héctor Valdés, Emilio Duhart und Mario Pérez de Arce sowie Fernando Castillo Velasco. Nach Tätigkeiten in den Büros von Emilio Duhart, Jorge Elton und Eduardo Cuevas in Santiago de Chile war er ab 1963 im Büro von André Gomis in Paris tätig. Von 1970 bis 1975 arbeitete er in der Pariser Avantgarde-Architektengruppe Atelier d'Urbanisme et d'Architecture, unter anderem zusammen mit Henri Ciriani und Michel Corajoud. 1970 bis 1971 hatte er eine Architekturprofessor an der Universität Cuba. 
Mit Paul Chemetov gründete er 1983 ein Architekturatelier in Paris und plante und realisierte zusammen mit Chemetov zahlreiche wichtige Projekte für Wohnhäuser, Institutionen und öffentliche Gebäude in Frankreich, Spanien, China und Indien. 1998 firmierten sie um zur C+H+ (Chemetov+Huidobro).
Bekannt wurde das Duo Huidobro-Chemetov unter der Regierung Mitterrand Anfang der 1980er Jahre im Rahmen der Grands Projets of François Mitterrand mit dem Bau der französischen Botschaft in Indien und dem Gebäude des Finanzministeriums in Paris, einem der größten Projekte in Europa zu jener Zeit. In den 1990er Jahren wurden die Architekten mit weiteren Großprojekten beauftragt, unter anderem mit dem Umbau der Grande Galerie des Musée National d'Histoire Naturelle, dem Museum für Naturgeschichte und den Quartier des Halles.
Weiterhin war er in Chile tätig und hat sich in Santiago wichtigen städtebaulichen Herausforderungen gestellt. Zu seinen herausragenden Projekten gehört das gemeinsam mit dem Architekten Enrique Browne realisierte Firmengebäude des Consorcio Nacional de Seguros, einem Wahrzeichen des lokalen Architekturpanoramas.
Parallel zur Architektur hat er sich auch der Malerei gewidmet.

## Ehrungen und Auszeichnungen
- Ritter der Ehrenlegion
- Ritter des Ordre des Arts et des Lettres
- Premio Nacional de Arquitectura de Chile (1991)

## Werke (Auswahl)
- 1977/78: Arbeitersiedlung Isle D'Abeau in der Nähe von Lyon
- 1985: Französische Botschaft (New Delhi), gemeinsam mit Paul Chemetov
- 1985: Hallenviertel; westlicher, unterirdischer Teil und Gestaltung des darüber gelegenen Gartens (Paris), gemeinsam mit Paul Chemetov
- 1988: Wirtschafts- und Finanzministerium, französisch Ministère de l'Économie et des Finances (Paris), gemeinsam mit Paul Chemetov
- 1994: Renovierung der Grande Galerie des Muséum national d’histoire naturelle (Paris), gemeinsam mit Paul Chemetov
- 1999: Projekt Meridienne Verte für die Jahrtausendwende; Anpflanzung von 10.000 Bäumen auf einer Linie, die von Dunkerque bis Barcelona der imaginären Linie des Meridians von Paris folgt (Frankreich), gemeinsam mit Paul Chemetov
- 1999: Renovierung des Tour de l'Illustration (Bobigny) gemeinsam mit Paul Chemetov